# Christopher Hill (wojskowy)
Christopher „Chowdah” Hill – oficer Marynarki Wojennej Stanów Zjednoczonych w stopniu komandora, pilot lotnictwa marynarki. Od 2023 roku dowódca lotniskowca USS „Dwight D. Eisenhower”.

## Życiorys
W 1996 roku ukończył studia na Uniwersytecie Tufts i w tym samym roku wstąpił do Marynarki USA. Rok później ukończył kurs na oficera lotnictwa marynarki. W latach 1998-2001, jako pilot marynarki, uczestniczył w operacjach: Southern Watch (monitorowanie strefy zakazu lotów nad Irakiem), Desert Fox i Deliberate Force. W 2001 roku rozpoczął służbę jako pilot samolotu wczesnego ostrzegania Northrop Grumman E-2 Hawkeye. Na tym typie maszyny wylatał około 2700 godzin. Jego pierwszym przydziałem były loty zwiadowcze na zachodnim Pacyfiku.
W latach 2012-2014 był zastępcą dowódcy, a następnie dowódcą eskadry dowodzenia i kontroli powietrznej, stacjonującej na lotniskowcu USS „George H.W. Bush”. Uczestniczył wówczas w operacjach Enduring Freedom (wojna z terroryzmem w Afganistanie) i Inherent Resolve (działania przeciwko Państwu Islamskiemu). W 2015 roku był członkiem personelu Szefa Operacji Morskich admirała Jonathana W. Greenerta. W latach 2017 został dowódcą USS „Arlington”, okrętu desantowego typu San Antonio i stanowisko to pełnił do 2019 roku.
23 marca 2023 roku został dowódcą lotniskowca USS „Dwight D. Eisenhower”. Pod jego dowództwem okręt, wraz z grupą uderzeniową uczestniczył w walkach z Huti na Morzu Czerwonym. 20 lutego 2025 roku objął tymczasowe dowództwo nad lotniskowcem USS „Harry S. Truman”, po tym jak zdymisjonowany został dotychczasowy dowódca jednostki komandor Dave Snowden. Zmiana dowódcy była wynikiem kolizji lotniskowca ze statkiem handlowym „Besiktas-M”, do jakiej doszło 12 lutego 2025 roku u północnego wyjścia z Kanału Sueskiego. 

## Odznaczenia
Odznaczenia otrzymane przez komandora Hilla to między innymi:
- Legionista Legii Zasługi
- Medal Departamentu Obrony za Chwalebną Służbę
- Medal za Chwalebną Służbę (czterokrotnie)
- Medal Lotniczy (czerokrotnie)
- Medal Pochwalny (czterokrotnie)
- Medal za Osiągnięcie